# YTHDC2
YTHDC2‏ (YTH domain containing 2) هوَ بروتين يُشَفر بواسطة جين YTHDC2 في الإنسان.